# Niccolò Tommaseo
Niccolò Tommaseo (Sebenico —Šibenik—, Dalmacia, 9 de octubre de 1802 - Florencia, 1 de mayo de 1874) fue un escritor, lingüista y patriota italiano de la Dalmacia. Sus obras más conocidas son el monumental Dizionario della Lingua Italiana, en ocho volúmenes (publicado entre 1861 y 1874, ya póstumamente), y el Dizionario dei Sinonimi, entre otras muchas. Es considerado un precursor del irredentismo italiano.
Pasó sus primeros años de estudio en la ciudad que le vio nacer y posteriormente en el seminario de Spalato. Ingresó muy joven en la Universidad de Padua; allí comenzó a ser popular por la gran calidad de sus escritos. Su amigo Antonio Rosmini le animó en su carrera literaria. Después de graduarse en Padua en 1822 volvió a Sebenico, pero su vida allí tenía muy pocas posibilidades de progreso. Deambuló por Italia en busca de empleo, pero solo consiguió escribir en algún diario, recibiendo remuneraciones ridículas. Llegó a Milán en absoluta penuria económica, y gracias a su amigo Rosmini pudo dormir bajo techo. Llegaron mejores tiempos cuando conoció a Alessandro Manzoni. Sus colaboraciones literarias comenzaron a sucederse, dándole estabilidad económica. Publicó su libro Dell´Italia, obra que trata el llamado Risorgimento italiano. Pero aunque publicado con seudónimo, fue descubierto y desterrado a París.
En 1839 recibió la amnistía del emperador. Fijó su residencia en Venecia, donde fue detenido de nuevo en 1848. Después de su liberación, formó parte del gobierno provisional, en pos del restablecimiento de la República de Venecia, pero su distanciamiento con la política del momento se acentuó de tal manera, que se vio obligado al exilio en Corfú, donde perdió la vista. Fue un hombre esencialmente cristiano; escritor romántico incansable, filósofo, poeta y crítico con el mundo que le rodeaba. En 1859 se instaló en Florencia con su familia y al año siguiente de la muerte de su esposa, falleció, en 1874.

## Obras principales
- Nuovo Dizionario de' Sinonimi della lingua italiana (1830)
- Canti popolari italiani, corsi, illirici, greci (1841)
- Le lettere di Santa Caterina di Siena (1860)
- Il secondo esilio (1862)
- Sulla pena di morte (1865)
- Nuovi studj su Dante (1865)
- Dizionario di sinonimi della lingua italiana (1887)
- Leben Rosminis
- Dizionario estetico (1872)
- Pensiero Morali